# 佩爾佩利孔

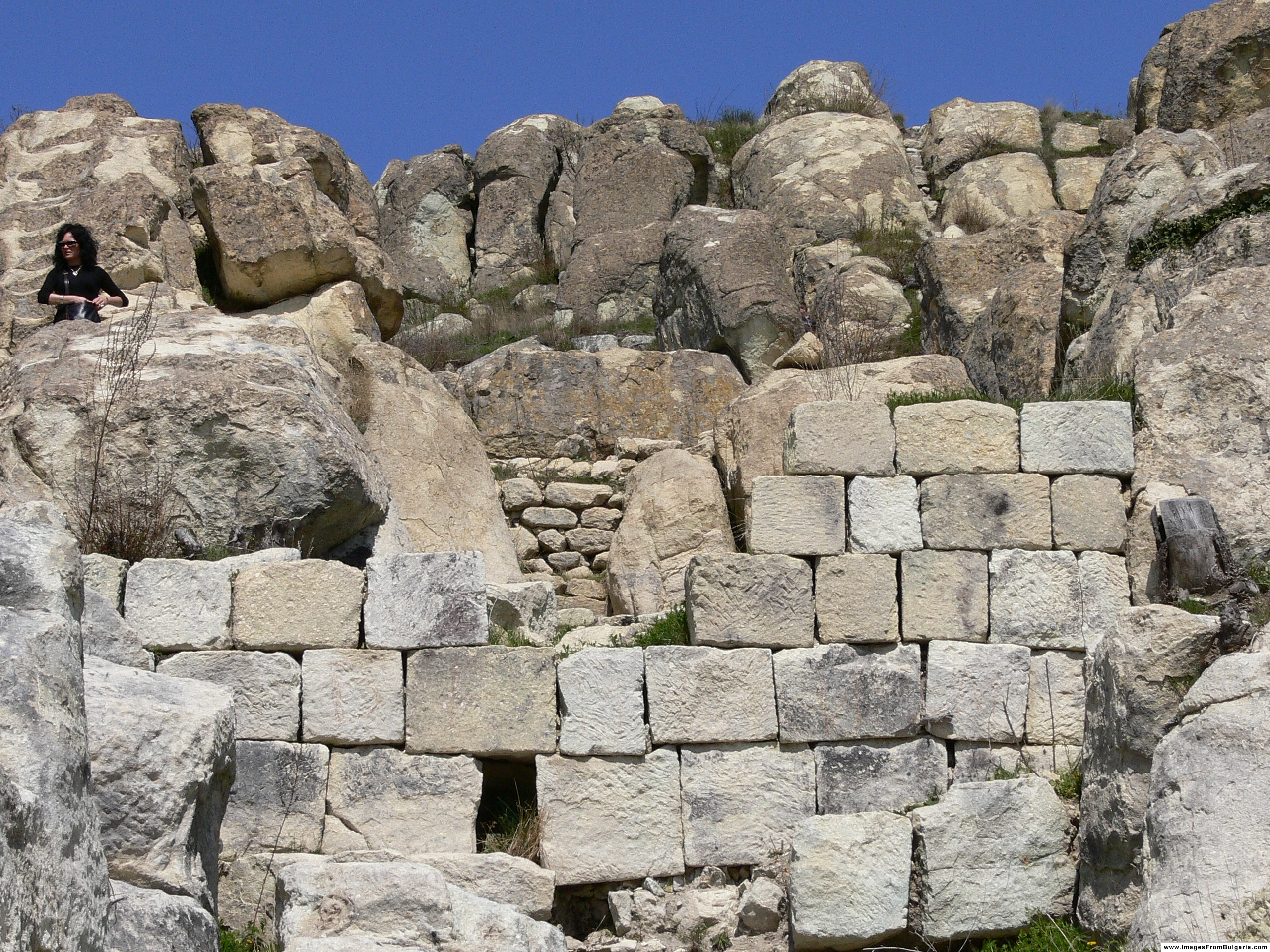
佩爾佩利孔

古色雷斯城市佩爾佩利孔（Perperikon）位於羅多彼山脈東部，保加利亞城市克爾賈利東北15公里處。佩爾佩利孔擁有巴爾幹地區最大的巨石文化遺跡。著名的狄奥尼修斯神殿也被認為位於這裡。一個歐盟贊助的遊客中心正在修建。

## 外部連結
- Perperikon.bg - official site （页面存档备份，存于）
- Kardzhali Museum page on Perperikon （页面存档备份，存于）
- Bulgaria Gazette: New discoveries in Perperikon （页面存档备份，存于）
- Perperikon can be viewed very nicely on Google Street Maps （页面存档备份，存于）